# Жорж Мелиес
Мари-Жорж-Жан Мелиес (на френски: Maries-Georges-Jean Méliès) е френски режисьор, актьор и илюзионист, един от пионерите на киното, който допринася много за развитието на техниката за снимане и начина на предаване на история на големия екран.  
Част от техниките, които Мелиес открива са: многократната експозиция, ускорената и забавената киноснимка и покадровото оцветяване на филма. Той е един от първите режисьори, които използват сториборд. Известни негови заглавия са „Пътешествие до луната“, „Невъзможното пътуване“, „Завоюването на полюса“, които черпят вдъхновение от произведенията на Жул Верн и стават едни от първите научнофантастични филми.
Заради уменията си да трансформира реалността във филмите си, понякога го наричат „киномагьосник“.

## Биография
Мари-Жорж-Жан Мелиес е роден на 8 декември 1861 г. в Париж в семейството на Жан-Луи Мелиес и Йохана-Катрин Шуринг, която е от нидерландски произход. Баща му, който се занимава с обущарство, се премества в Париж през 1843 г. и започва да работи във фабрика за производтво на бутуши, където среща и бъдещата си съпруга. Бащата на Йохана-Катрин е бил главния бутушар на Нидерландското кралско семейство, но бизнесът му загива след пожар. Жа-Луи и Йохана-Катрин се женят и основават фабрика за производство на висококачествени бутуши на булевард „Сен Мартин“. Раждат им се синовете Анри и Гастон, а по време на раждането на третия си син Жорж, те са вече богата семейство.
Жорж още като дете проявява артестични способности - играе в куклен театър, а в училище рисува карикатури. Бъдещият режисьор учи в Лондон, където в свободното си време посещава изяви на различни илюзионисти, сред тях Джон Невил Маскелайн и Джордж Кук.
След завръщането си в Париж работи във фабриката на баща си. От време на време изпраща карикатури за списание „Гриф“. Баща му е недоволен, че сина му иска да се занимава с илюзорни номера. След смъртта на Жан-Луи Мелиес продава своя дял от семейния бизнес на братята си и купува театъра „Робер-Уден“. Там поставя успешните за времето си „феерии - кратки пиеси с магическо-приказен сюжет.
През 1895 г. Мелиес посещава прожекция на братя Люмиер и е запленен от тяхния кинематографичен апарат, който може да записва и прожектира филми. Предлага на братята да закупи изобретението им, но те отказват. Силно амбициран, Мелиес закупува киномашина от британския изобретател Робърт Пол. През 1897 г. Мелиес основава студио „Стар Филм“ на покрив в Монтрьой, община в източните предградия на Париж. Актьорите играят пред нарисуван декор, вдъхновен от магическия и музикален театър. Между 1896 и 1914 г. Мелиес режисира общо 531 филма, всеки от които с продължителност от 1 до 40 минути. Сюжетно тези филми са често подобни на магическите представления, които е правил в Монтрьой, съдържащи „трикове“ и невъзможни събития като изчезващи или променящи се предмети. Тези филми с ранни специални ефекти са като цяло без история. Специалните ефекти са използвани, за да покажат какво е възможно, а не да подпомогнат цялостния сюжет на филма.
Най-известният му филм е „Пътешествие до луната“ („Le voyage dans la Lune“), направен през 1902 година и включващ знаменитата сцена, в която космически кораб се удря в окото на луната. Прочут е и „Пътешествие през невъзможното“ от 1904 година. И двата филма са за странни пътешествия, напомнящи стила на Жул Верн. Те са смятани за едни от най-важните ранни фантастични филми, въпреки че са по-близки до фентъзито. В допълнение, историята на филмите на ужасите може да бъде проследена до филма на Жорж Мелиес „Къщата на дявола“ от 1896 година. Копие от филма е закупено от Томас Едисън, който прави още копия и го разпространява в Съединените щати, където постига финансов успех. Едисън не дава нищо от приходите на Мелиес.
През 1913 г. филмовата компания на Жорж Мелиес обявява банкрут, изместена от големите френски и американски студиа. По време на Първата световна война около 500 от неговите филми, записани на целулозна лента, са иззети от френската армия и претопени за токове за ботуши. Много от другите му филми са продадени за рециклиране за нови филмови ленти. В резултат от това много от филмите му са изгубени. Филмът му от 1899 година „Клеопатра“ е смятан за безвъзвътратно изгубен, докато копие от него не е открито през 2005 г. в Париж.
След като изгубва бизнеса си, Мелиес започва да продава играчки на парижката железопътна гара Монпарнас, с помощни средства на други кинотворци. През 1932 г. кино обществото дава дом на Мелиес. Награден е с ордена на Почетния легион, връчен му от Луи Люмиер.
Мелиес почива в Париж на 21 януари 1938 г. и е погребан в гробището Пер Лашез.

## Трибют
Филмът на Мартин Скорсезе „Изобретението на Хюго“ (базиран на едноименната книга на Брайън Селзник), който през 2012 година печели пет награди Оскар, разказва измислена история за живота на Жорж Мелиес.

## Избрана филмография
| Филм                          | Оригинално име                   | Година | Роля          | Бележки |
| ----------------------------- | -------------------------------- | ------ | ------------- | ------- |
| Бивакът                       | Le Bivouac                       | 1896   | реж.          |         |
| Къщата на дявола              | Le Manoir du diable              | 1896   | реж; сц; акт. |         |
| Пътешествие до луната         | Le voyage dans la Lune           | 1902   | реж; акт.     |         |
| Пътешествие през невъзможното | Le Voyage à travers l'impossible | 1904   | реж; акт.     |         |
| Завоюването на полюса         | À la conquête du pôle            | 1912   | реж; сц; акт. |         |

- Кадри от филми на Мелиес
- Човекът с гумената глава (1901)
- Танцът на огъня (1899)
- Луната на един метър (1898)
- Обитаваният от духове замък (1897)
- Мистериозния портрет (1899)
- Главите на човека (1898)